# Ото VI фон Еверщайн-Поле
Ото VI фон Еверщайн-Поле/X (на немски: Otto VI/X von Everstein-Polle; * ок. 1339; † 25 юли 1373, Левесте) е граф на Еверщайн и господар на Поле и Озен, пфандхер на Лугде в Долна Саксония.

## Произход
Той е син на граф Херман II фон Еверщайн-Поле († 1350/1353) и съпругата му Аделхайд фон Липе († сл. 1324), дъщеря на Симон I фон Липе († 1344) и съпругата му Аделхайд фон Валдек († 1339/1342). Сестра му Аделхайд фон Еверщайн-Поле († 1373) се омъжва през 1335/1336 г. за херцог Ернст I фон Брауншвайг-Грубенхаген († 1361).
Ото VI фон Еверщайн-Поле загива на 25 юли 1373 г. в битката при Левесте, днес част от Герден в Долна Саксония.

## Фамилия
Ото VI фон Еверщайн-Поле се жени на 8 септември 1339 г. за роднината си Агнес фон Хомбург († сл. 1409), дъщеря на Зигфрид фон Хомбург († 1380) и съпругата му фон Хонщайн-Зондерсхаузен, дъщеря на граф Хайнрих V фон Хонщайн-Зондерсхаузен († 1356) и принцеса Матилда фон Брауншвайг-Люнебург и Гьотинген († 1356/1357). Те имат децата:
- Агнес фон Еверщайн-Поле († 24 юни 1443), омъжена пр. 21 юни 1416. г. за граф Хайнрих III фон Золмс-Отенщайн († сл. 5 февруари 1424), син на Йоханес II фон Золмс-Браунфелс и Ирмгард фон Щайнфурт
- Херман IV фон Еверщайн-Поле (* 1374; † 1413/1429), граф на Еверщайн-Поле и Озен, женен на 1 февруари 1384 г. за Ирмгард фон Валдек († сл. 1408), дъщеря на граф Хайнрих VI фон Валдек и Елизабет фон Берг
- Аделхайд фон Еверщайн († сл. 1397), омъжена за Йохан фон Плесе († сл. 8 август 1387)
- Рихца фон Еверщайн
- ? Ото фон Еверщайн († сл. 1380)